# Battaglia di Endau
La battaglia di Endau venne combattuta tra il 26 e il 27 gennaio 1942 nelle acque antistanti la cittadina alla quale deve il nome, posta sulla costa sud-orientale della Malesia; essa si svolse tra forze aeree e navali dell'Impero giapponese da un lato e quelle di Regno Unito e Australia dall'altro, nell'ambito dei più vasti eventi della campagna della Malesia della seconda guerra mondiale.
Un convoglio giapponese diretto a Endau per sbarcare truppe fu avvistato da ricognitori australiani la mattina del 26 gennaio e ripetutamente attaccato da velivoli della Royal Air Force e della Royal Australian Air Force: le forze alleate subirono molte perdite, senza per questo riuscire a ostacolare più di tanto lo sbarco dei reparti nemici. La Royal Navy inviò in contemporanea le uniche unità da guerra rimaste nella base di Singapore, due cacciatorpediniere, perché conducessero un attacco notturno alle navi giapponesi: le unità alleate non riuscirono a entrare in contatto con i trasporti nemici, e nel corso di una confusa azione notturna nelle prime ore del 27 gennaio una di esse fu affondata dai cacciatorpediniere giapponesi.

## Antefatti
L'affondamento della Prince of Wales e della Repulse nelle fasi iniziali della campagna della Malesia lasciò il contrasto ai movimenti navali dei giapponesi nell'area del golfo del Siam ai sommergibili della Koninklijke Marine olandese, mentre le restanti unità di superficie erano impegnate nella scorta dei convogli navali degli Alleati da e per Ceylon a ovest e le Indie Orientali Olandesi a est. I battelli olandesi ottennero il loro primo successo il 12 dicembre 1941 quando la nave trasporto truppe giapponese Awazisan Maru fu affondata davanti Kota Bharu probabilmente dallo Hr. Ms. K XII, mentre il 24 dicembre il cacciatorpediniere Sagiri fu silurato dallo Hr. Ms. K XVI al largo della costa di Kuching nel Borneo; varie altre navi giapponesi furono affondate o danneggiate nel corso delle prime settimane di ostilità, ma le perdite furono alte anche per i sommergibili olandesi che del resto poterono fare poco per arrestare l'avanzata del nemico.
I giapponesi avevano pianificato inizialmente di attuare uno sbarco anfibio a Mersing onde tagliare le linee di comunicazione tra le truppe britanniche al fronte e la grande base di Singapore nelle retrovie, ma il comando del "Corpo di spedizione meridionale", responsabile per le operazioni nell'area del Sud-est asiatico, decise invece di sbarcare la 18ª Divisione di fanteria a Singora, ritenendo che le difese alleate di Mersing fossero troppo resistenti. Truppe giapponesi catturarono il porto di Endau il 21 gennaio 1941, ma si rivelarono troppo esigue per poter infrangere la linea di resistenza allestita dai reparti australiani tra Sungei e Mersing.
Il 20 gennaio 1942 un convoglio di undici navi trasporto truppe lasciò la Baia di Cam Ranh, nell'Indocina occupata dai giapponesi, per sbarcare nuovi reparti a Singora, da dove due navi avrebbero proseguito alla volta di Endau; i due trasporti, Kansai Maru e Canberra Maru, avevano a bordo truppe del 96º Battaglione aeronautico, incaricati di riportare in efficienza i campi d'aviazione catturati a Kahang e Kluang. Il convogli era sotto la protezione della 1ª Unità di scorta del contrammiraglio Shintarō Hashimoto, formata attorno alla 3ª Squadriglia cacciatorpediniere composto dall'incrociatore leggero Sendai (nave ammiraglia) e da sei cacciatorpediniere classe Fubuki (Fubuki, Hatsuyuki, Shirayuki, Asagiri, Amagiri e Yugiri), rinforzato per l'occasione con cinque dragamine classe W-1, tre cacciasommergibili classe CH-4 e quattro pattugliatori.

## La battaglia

### Gli attacchi aerei

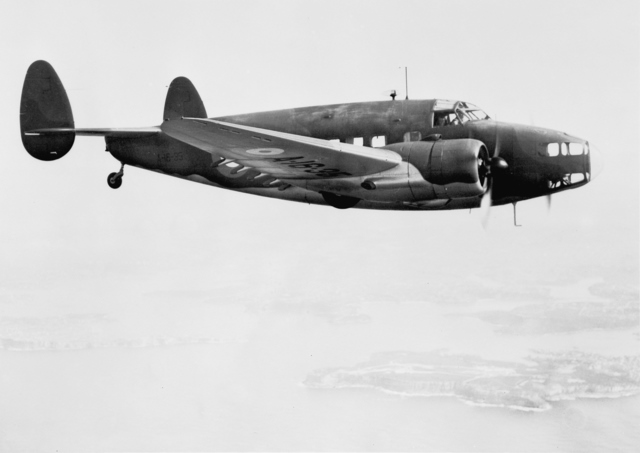
Un Lockheed Hudson della RAAF in volo

Il Malaya Command britannico si aspettava che i giapponesi conducessero una missione di rinforzo delle loro truppe in Malesia tramite l'invio di un grosso convoglio navale, un sospetto confermato il 26 gennaio quando due ricognitori Lockheed Hudson della Royal Australian Air Force (RAAF) avvistarono le navi di Hashimoto 32 chilometri a nord di Endau: i due velivoli individuarono il convoglio alle 07:45, ma le loro trasmissioni radio furono disturbate dai giapponesi e la notizia non fu riferita al comando britannico finché i due aerei non atterrarono a Singapore alle 09:20. Il locale comando della Royal Air Force decise di impiegare contro il convoglio tutti i velivoli disponibili; l'attacco tuttavia dovette essere ritardato fino a quel pomeriggio, per consentire agli equipaggi degli aerosiluranti Vickers Vildebeest e Fairey Albacore del No. 36 Squadron RAF e del No. 100 Squadron RAF di riorganizzarsi dopo le missioni notturne condotte la sera precedente. La decisione di impiegare i vecchi biplani Vildebeest in un attacco contro navi alla luce del giorno fu male accolta dai piloti, che fin dal primo giorno dell'invasione giapponese avevano dovuto ripiegare su più sicure sortite notturne.
Il primo attacco fu lanciato dai Vildebeest degli squadroni No. 36 e No. 100, accompagnati dai bombardieri Hudson degli squadroni No. 1 e No 8 della RAAF: dodici Vildebeest e nove Hudson decollarono da Singapore nelle prime ore del pomeriggio del 26 gennaio, con una scorta composta da dodici caccia Brewster F2A Buffalo e nove Hawker Hurricane. Lo sbarco dei reparti giapponesi a Endau era in corso ormai da più di quattro ore quando i velivoli alleati arrivarono in zona intorno alle 15:00: le navi giapponese erano protette dall'aria da diciannove caccia Nakajima Ki-27 e un singolo Nakajima Ki-44, ma a dispetto della loro opposizione le due navi da trasporto furono bombardate e uomini ed equipaggiamento sbarcato sulla spiaggia furono mitragliati; cinque Vildebeest furono abbattuti dai giapponesi con la perdita del comandante del No. 100 Squadron, mentre un unico Ki-27 andò perduto.

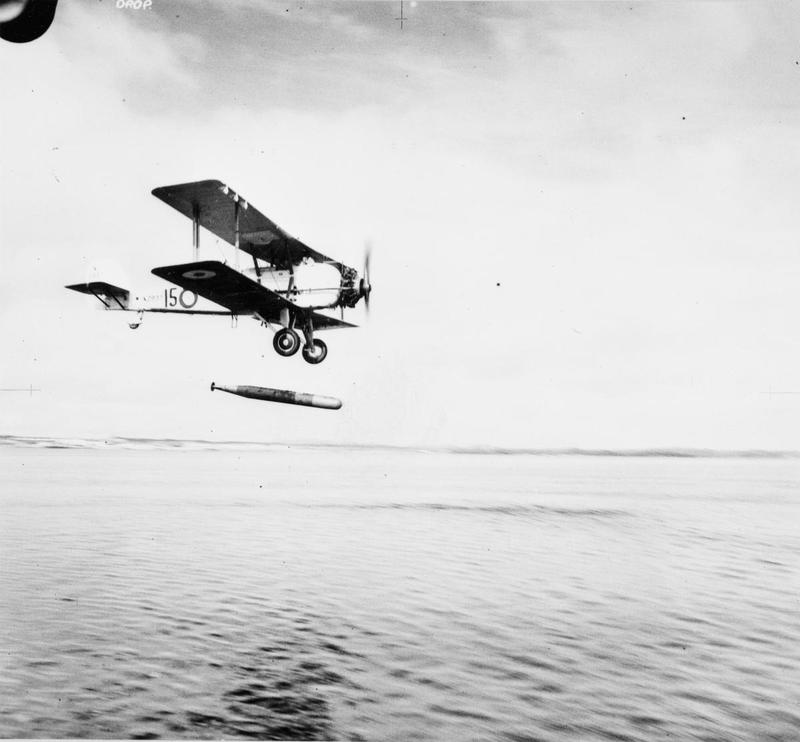
Un Vickers Vildebeest del No. 100 Squadron durante un'esercitazione nel periodo prebellico

Una seconda ondata decollò da Singapore alle 16:15, composta da sette Vildebeest e tre Albacore del No. 36 Squadron e due Vildebeest del No. 100 Squadron; questi velivoli arrivarono sopra Endau alle 17:30, ma la loro scorta di sette Hurricane e quattro Buffalo era in ritardo e i biplani britannici si trovarono ad affrontare dieci Ki-27 e due Ki-44 prima che i caccia britannici potessero accorrere in loro aiuto: come risultato cinque Vildebeest, due Albacore e un Hurricane furono perduti nel corso di questa incursione. Dei 72 membri di equipaggio del No. 36 e del No. 100 Squadron che parteciparono ai due raid, 27 furono uccisi, sette feriti e due presi prigionieri; al loro rientro, i superstiti ricevettero le congratulazioni del vice maresciallo dell'aria Paul Maltby, che promise loro che ulteriori attacchi diurni alle navi giapponesi non sarebbero stati necessari.
Un terzo raid, portato avanti da sei bombardieri Hudson del No. 62 Squadron RAF decollati senza scorta dalla base di Palembang a Sumatra, fu condotto poco dopo la seconda ondata, scontrandosi con sei caccia Ki-27 e perdendo due velivoli con i loro interi equipaggi; cinque Bristol Blenheim del No. 27 Squadron RAF decollarono più tardi da Palembang per tentare una quarta incursione, ma i velivoli arrivarono in vista di Singapore quando ormai il sole stava tramontando e la missione fu cancellata. Nonostante gli equipaggi britannici rivendicassero centri ai danni di entrambi i trasporti e di un incrociatore, nessuna nave giapponese riportò danni anche se schegge di bomba raggiunsero le due navi da trasporto uccidendo 8 uomini e ferendone altri 18.

### La battaglia navale
Il contrammiraglio Ernest John Spooner, comandante delle forze navali alleate a Singapore, dispose che le uniche due unità disponibili per missioni di combattimento, i vecchi cacciatorpediniere HMS Thanet (britannico) e HMAS Vampire (australiano), conducessero una sortita contro le navi nemiche a Endau quella notte; il capitano di fregata William Moran del Vampire avrebbe guidato la formazione, con il Thanet agli ordini del capitano di corvetta Bernard Davies. I cacciatorpediniere salparono da Singapore alle 16:30 e diressero verso nord; i rapporti iniziali asserivano che la scorta del convoglio giapponese ammontava a una dozzina di cacciatorpediniere, ma questo numero fu ridotto a soli due cacciatorpediniere in base ai resoconti degli equipaggi della RAF reduci dalle incursioni. La 1ª Unità di scorta giapponese era in stato d'allerta per fronteggiare un attacco navale di superficie dopo errati rapporti d'intelligence che indicavano la presenza in zona di due incrociatori leggeri britannici, e l'ammiraglio Hashimoto aveva orientato le sue pattuglie da ricognizione per coprire in particolare il settore nord.
Moran condusse le sue navi in mezzo tra l'arcipelago di Seribuat e la costa nei dintorni di Johor alla luce della luna, e quindi deviò la rotta verso nord-est per cercare unità nemiche nell'area a nord dell'arcipelago; quando le nubi oscurarono la luna alle 01:51 del 27 gennaio, Moran virò verso sud-est procedendo alla velocità di 15 nodi in direzione di Endau, tenendosi alle spalle l'isola di Tioman in modo che la sagoma delle sue navi non fosse visibile sull'orizzonte. Alle 02:37 il Vampire avvistò un cacciatorpediniere giapponese (probabilmente lo Amagiri), ma non fu individuato dall'unità nemica e le due navi di Moran continuarono nella loro rotta. Tre minuti più tardi le navi alleate individuarono una seconda unità giapponese (il dragamine W-4) piazzata proprio sulla loro rotta; con l'avvistamento inevitabile data la ridotta distanza dal nemico, Moran decise di passare all'attacco aumentando la velocità a 25 nodi e lanciando due dei suoi tre siluri a una distanza di 600 metri: uno degli ordigni mancò il dragamine di 14-18 metri mentre l'altro gli passò sotto senza danni. Il W-4, piazzato nella zona centrale di pattugliamento, stava tentando di identificare la nazionalità delle navi appena avvistate quando Moran lo attaccò, ma non riuscì ad avvisare le altre navi giapponesi della presenza delle unità nemiche per almeno 20 minuti; il W-4 non rispose al fuoco e Moran riprese la caccia ai due trasporti, abbassando la velocità a 15 nodi per ridurre la visibilità della scia sollevata dalle navi. Una mezz'ora più tardi, all'approssimarsi delle acque basse e senza essere riusciti ad avvistare i trasporti, i due cacciatorpediniere alleati invertirono la rotta e puntarono verso nord alla velocità di 25 nodi, prima di piegare verso sud-est alle 03:13.

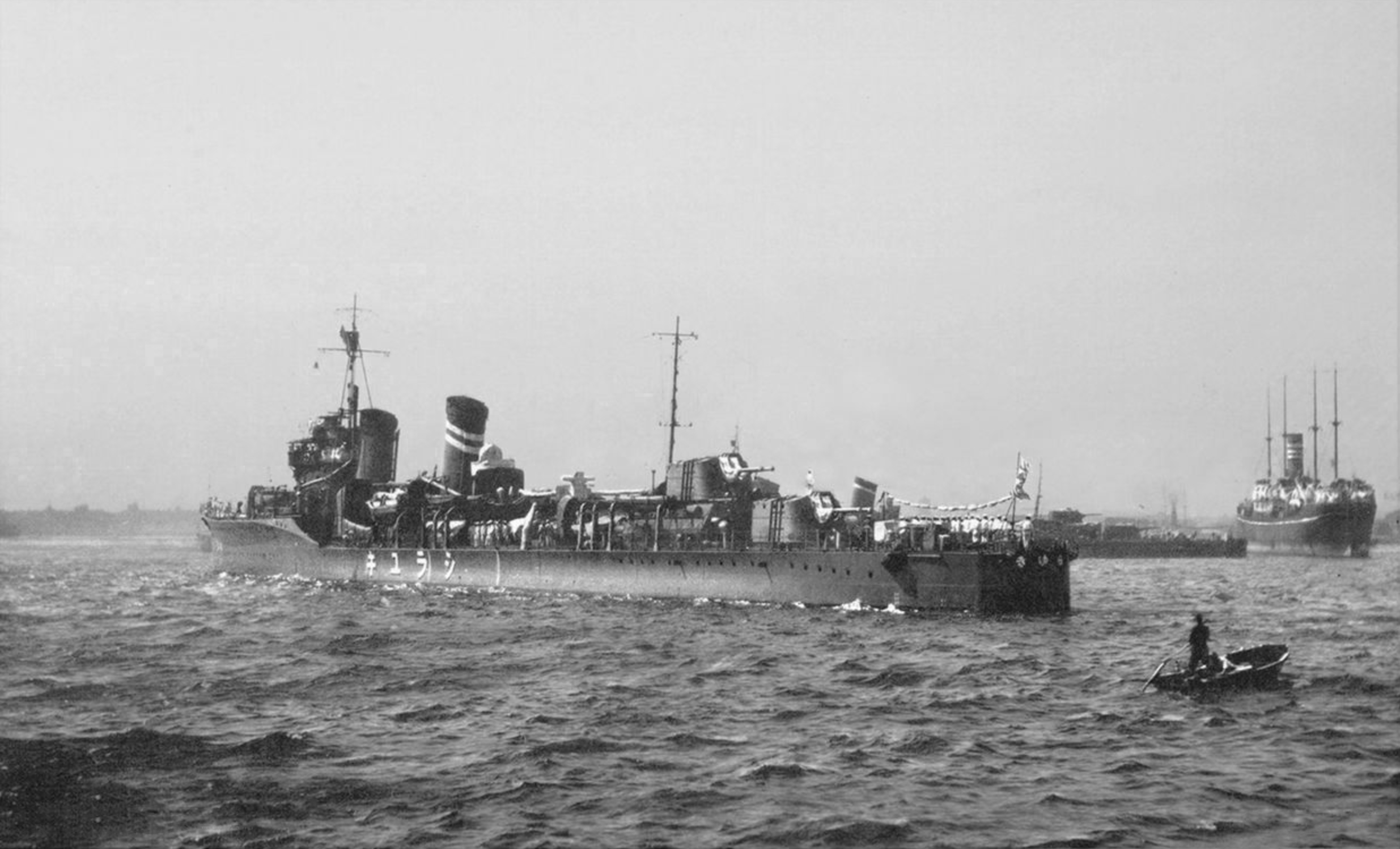
Il cacciatorpediniere giapponese Shirayuki

Alle 03:18 il Vampire avvistò il cacciatorpediniere Shirayuki davanti alla sua prua e una seconda unità a poppa: il Vampire e il Thanet compirono alcuni aggiustamenti minori per mettersi in posizione di tiro, lanciando cinque siluri (uno dal Vampire e quattro dal Thanet) verso lo Shirayuki da una distanza di 1 400 metri, ma tutti gli ordigni mancarono il bersaglio perché il cacciatorpediniere giapponese, che aveva a sua volta avvistato le navi alleate, aveva deviato la rotta per posizionarsi alle loro spalle e fare segnalazioni per accertarne l'identità. Non ricevendo risposta ai suoi segnali, il cacciatorpediniere giapponese illuminò le due navi con il suo proiettore da ricerca e aprì il fuoco alle 03:31, nonostante le unità alleate avessero alzato una cortina fumogena; Moran ordinò di rispondere al fuoco con i cannoni di bordo mentre i due cacciatorpediniere si ritiravano verso sud-est alla massima velocità. Il Thanet riuscì a sparare solo tre salve dai suoi cannoni prima di essere colpito nella sala macchine: il proiettile distrusse sia l'alimentazione principale che quella ausiliaria dei motori, obbligando l'unità a procedere alla deriva e senza corrente elettrica a bordo. Nonostante varie correzioni di rotta per aggiustare il tiro, nessuna delle unità alleate riuscì a colpire le navi giapponesi.
I racconti alleati e giapponesi del duello d'artiglieria sono difficilmente conciliabili, in particolare perché nessuna delle navi di Moran riportò un resoconto preciso del combattimento dopo il lancio dei siluri alle 03:18. Il Shirayuki riuscì a sparare diciotto colpi in direzione del Vampire a una distanza di 4 100 metri prima che le vampate dei suoi cannoni di poppa causassero uno scattato degli interruttori nel suo quadro elettrico principale, portando a un completo blackout elettrico su tutta la nave; l'energia fu ripristinata nel giro di due minuti, ma la nave lamentò una serie di cortocircuiti elettrici che la tormentarono per i successivi 15 minuti. Quando infine il cacciatorpediniere giapponese riuscì a riprendere il fuoco, il Vampire non era più visibile e il Shirayuki prese di mira il Thanet a una distanza di 3 050 metri sparandogli contro 82 colpi di cannone. Il cacciatorpediniere Yugiri si unì allo scontro alle 03:38 e aprì il fuoco sul Thanet da 4 100 metri, colpendo il bersaglio alle 03:45 praticamente in simultanea con lo Shirayuki; nello stesso momento lo Yugiri comunicò via radio ad Hashimoto che "il nemico si compone di due cacciatorpediniere" dopo aver avvistato il Vampire mentre fuggiva, ma l'unità giapponese perse il contatto con il cacciatorpediniere australiano dieci minuti più tardi. L'incrociatore Sendai, i cacciatorpediniere Fubuki, Asagiri, Amagiri e Hatsuyuki e il dragamine W-1 aprirono tutti il fuoco, principalmente ai danni del Thanet anche se pure il Vampire riportò di essere stato sotto tiro per diverso tempo: in totale, le unità giapponesi spararono 469 colpi di cannone senza riuscire a centrare una sola volta il Vampire. Lo Shirayuki riportò che il Thanet affondò infine alle 04:18 e recuperò dal mare un ufficiale e 30 uomini d'equipaggio dell'unità britannica; un altro ufficiale e 11 uomini dell'unità perirono nello scontro. I giapponesi non insistettero nell'inseguimento del Vampire, che raggiunse Singapore alle 10:00 di quella mattina.

## Conseguenze
Lo Shirayuki consegnò il giorno successivo i naufraghi del Thanet alle truppe sbarcate a Endau: nessuno di essi fu mai più rivisto, e si ritiene che furono tutti giustiziati come rappresaglia per le perdite subite in un agguato teso ai danni di un distaccamento giapponese da parte del 2/18th Battalion australiano a sud di Mersing più o meno in contemporanea all'azione navale davanti Endau. Il comandante Davies, quattro ufficiali e 61 uomini del Thanet riuscirono a raggiungere la riva e a proseguire alla volta di Singapore.
I giapponesi furono abili nel portare rapidamente a termine lo sbarco delle loro truppe, e ciò contribuì alla successiva decisione dei reparti australiani di ritirarsi dalla zona di Mersing; le gravi perdite subite dai velivoli alleati e dai loro equipaggi eliminarono virtualmente la loro capacità di intervenire negli scontri a terra. Il rapporto del comandante Moran circa la scarsa abilità dei giapponesi negli scontri combattuti al buio, combinato con la mancanza di dettagli sulle seguenti battaglie navali in notturna condotte nella zona di Giava, influenzarono i giudizi degli Alleati sulle capacità della Marina imperiale giapponese almeno fino alla battaglia dell'isola di Savo in agosto, scontro che mise chiaramente in evidenza l'alto addestramento alla guerra di notte degli equipaggi giapponesi.